# جمعية فهد الأحمد الخيرية
جمعية فهد الأحمد الخيرية (بالإنجليزية: Fahd Al-Ahmed Charity) والمعروفة أيضًا باسم منظمة الشيخ فهد الأحمد الخيرية، هي منظمة خيرية كويتية أغلقتها الحكومة الكويتية بشكل دائم عقب |الهجوم الإرهابي الذي استهدف مسجد الإمام الصادق في 26 يونيو 2015.

## التاريخ
تأسست الجمعية في 29 يونيو 2010 تكريمًا لاسم الشيخ فهد الأحمد الجابر الصباح، وهو ضابط عسكري كويتي قُتل أثناء الغزو العراقي للكويت عام 1990.

## الأعمال البارزة
شاركت جمعية فهد الأحمد الخيرية في عدد من الحملات لجمع التبرعات بهدف تقديم المساعدات الإنسانية للمسلمين حول العالم، بما في ذلك جمع التبرعات لمسلمي بورما، وإنشاء صندوق لكفالة الأيتام في مختلف أنحاء العالم الإسلامي.
كما استضافت الجمعية جائزة فهد الأحمد الدولية للأعمال الإنسانية الإسلامية التي تُمنح سنويًا للعمل الخيري المتميز. وقد حصل رئيس الوزراء التركي رجب طيب أردوغان على الجائزة سنة 2011.

## الاشتباه بوجود صلات إرهابية والإغلاق
بحسب صحيفة الراي (صحيفة كويتية)، ومنذ بداية الحرب الأهلية السورية، تلقت جمعية فهد الأحمد الخيرية عدة إنذارات من وزارة الشؤون الاجتماعية والعمل الكويتية لرفضها الالتزام باللوائح الحكومية التي تشترط جمع التبرعات الإنسانية لسوريا عبر القنوات الرسمية، غير أن هذه التحذيرات لم تُؤخذ بعين الاعتبار.
في 26 يونيو 2015، فجّر انتحاري حزامًا ناسفًا داخل مسجد الإمام الصادق أثناء أداء نحو ألفي مسلم من الطائفة الشيعية صلاة الجمعة، مما أدى إلى مقتل 27 شخصًا وإصابة 227 آخرين. وكان الانتحاري فهد سليمان عبدالمحسن القباع سعودي الجنسية، وقد وصل إلى الكويت قبل ساعات قليلة من العملية، ودخل البلاد بطريقة غير قانونية. وقد أعلن تنظيم داعش مسؤوليته عن الهجوم في تسجيل مصور نُشر بعد العملية.
وعقب هذا الهجوم، أصدرت وزارة الشؤون الاجتماعية والعمل الكويتية قرارًا بإغلاق جمعية فهد الأحمد الخيرية بشكل دائم، بعد الاشتباه في تورطها بتمويل جماعات متطرفة في سوريا مرتبطة بالتفجير.